# Bosra
Bosra (arabsky بصرى‎) je starobylé město v jižní Sýrii, administrativně spadající pod guvernorát Dar'á. Historické památky ve městě jsou zařazeny mezi Světové dědictví UNESCO. Kvůli probíhající občanské válce v Sýrii je i součástí světového dědictví v ohrožení. 

## Dějiny
První zprávy o zdejším osídlení pochází už z dokumentů doby Thutmose III. a Achnatona, tedy z 14. století př. n. l. V 2. století př. n. l. byla Bosra prvním nabatejským městem.
Nabatejské království v roce 106 dobyl Cornelius Palma, generál císaře Trajána. Jako součást římského impéria byla Bosra přejmenována na Nova Trajana Bostra, byla sídlem Třetí Kyrenajské legie a hlavním městem římské provincie Arabia Petraea. Zároveň se stávala významnou obchodní křižovatkou (vedla přes ni mj. římská cesta k Rudému moři) a vzkvétala.
V letech 246 a 247 se zde konaly dva křesťanské arabské koncily, na kterých Órigenés bojoval proti místní herezi. Počátkem 7. století dobyli město Sásánovci, pak jej krátce získala zpět Byzantská říše a konečně jej roku 634 dobyly v bitvě o Bosru síly pod vedením Chálida ibn al-Valída. Od té doby bylo v rukou muslimů.

## Galerie

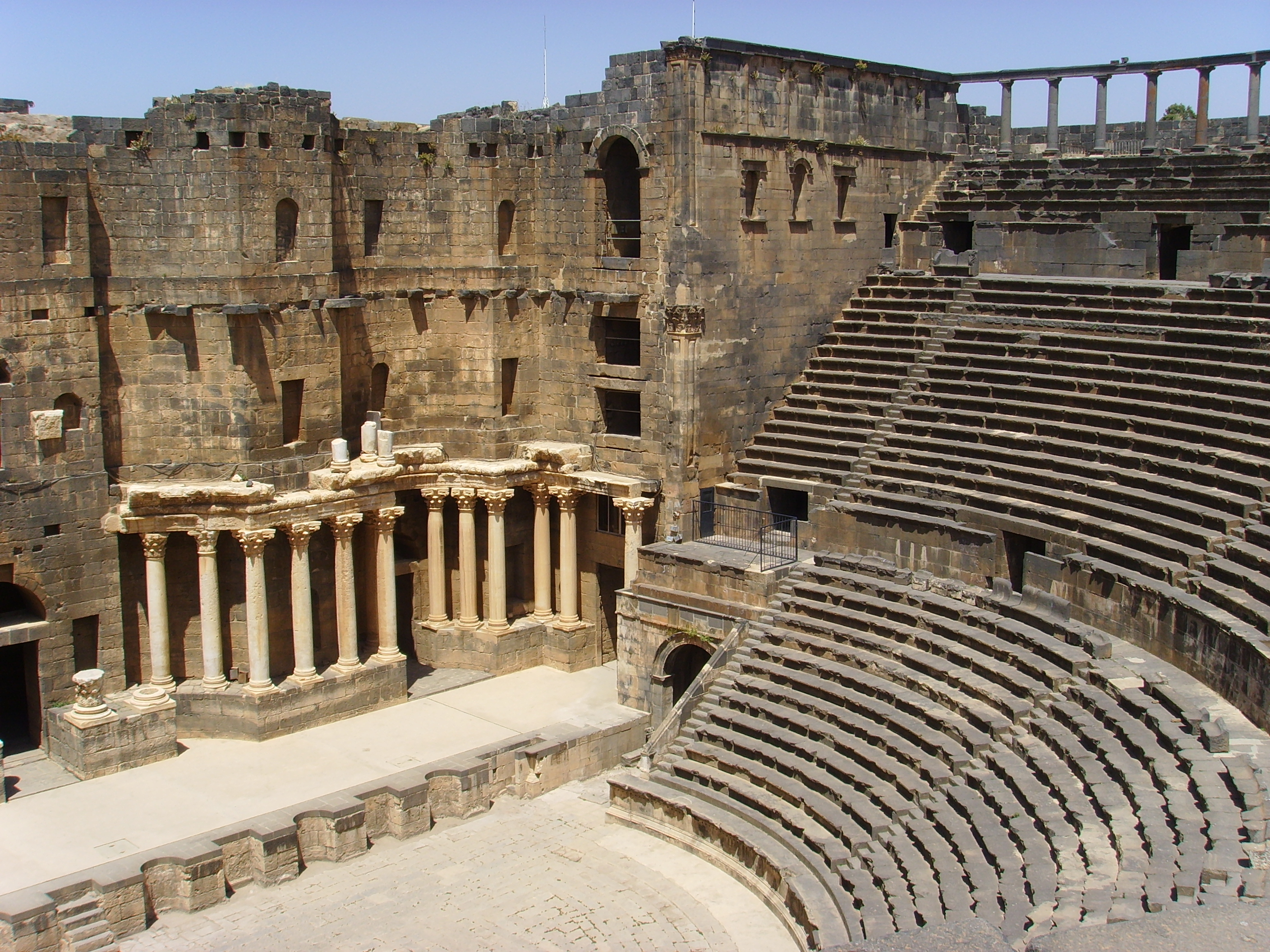
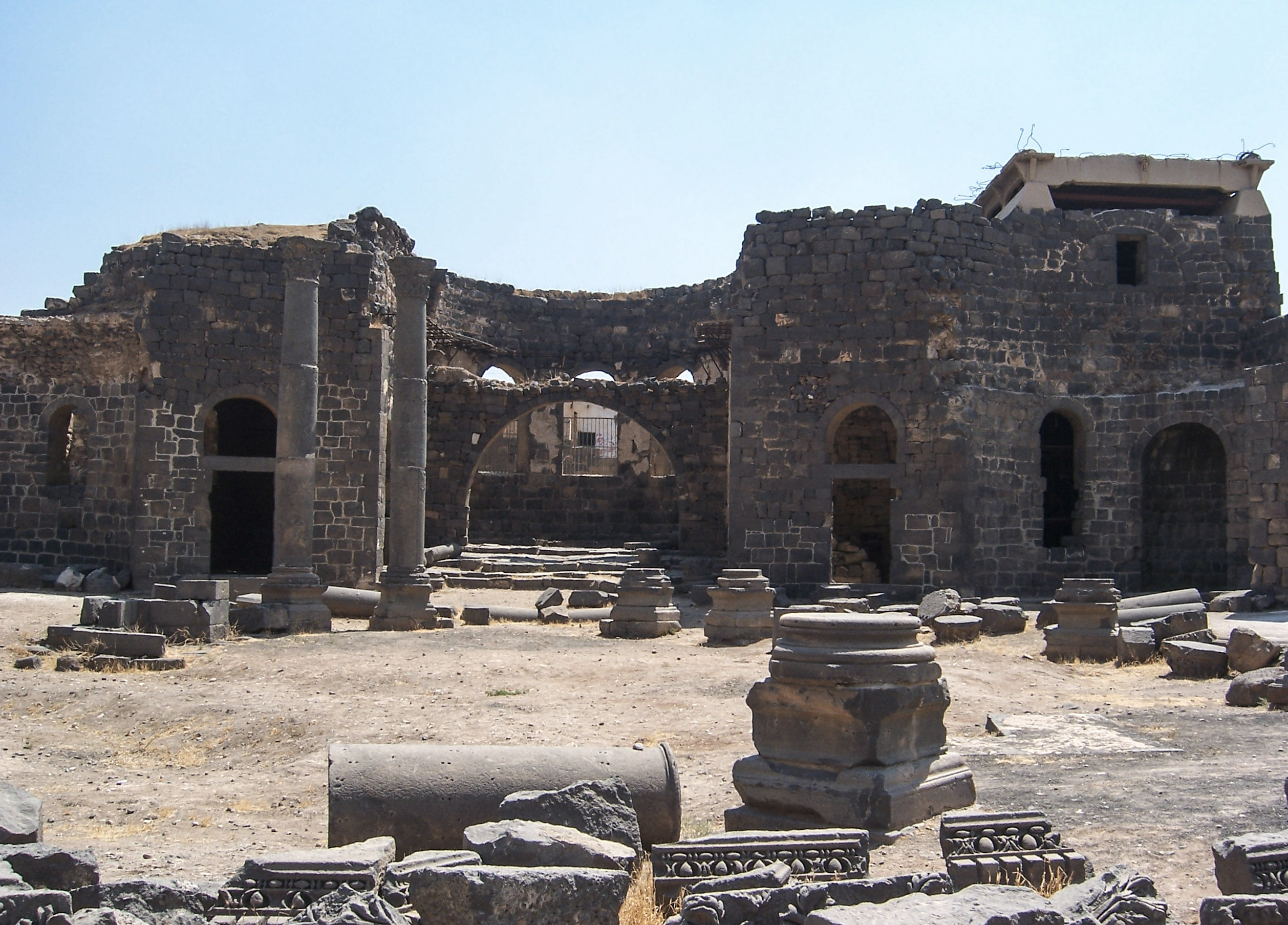
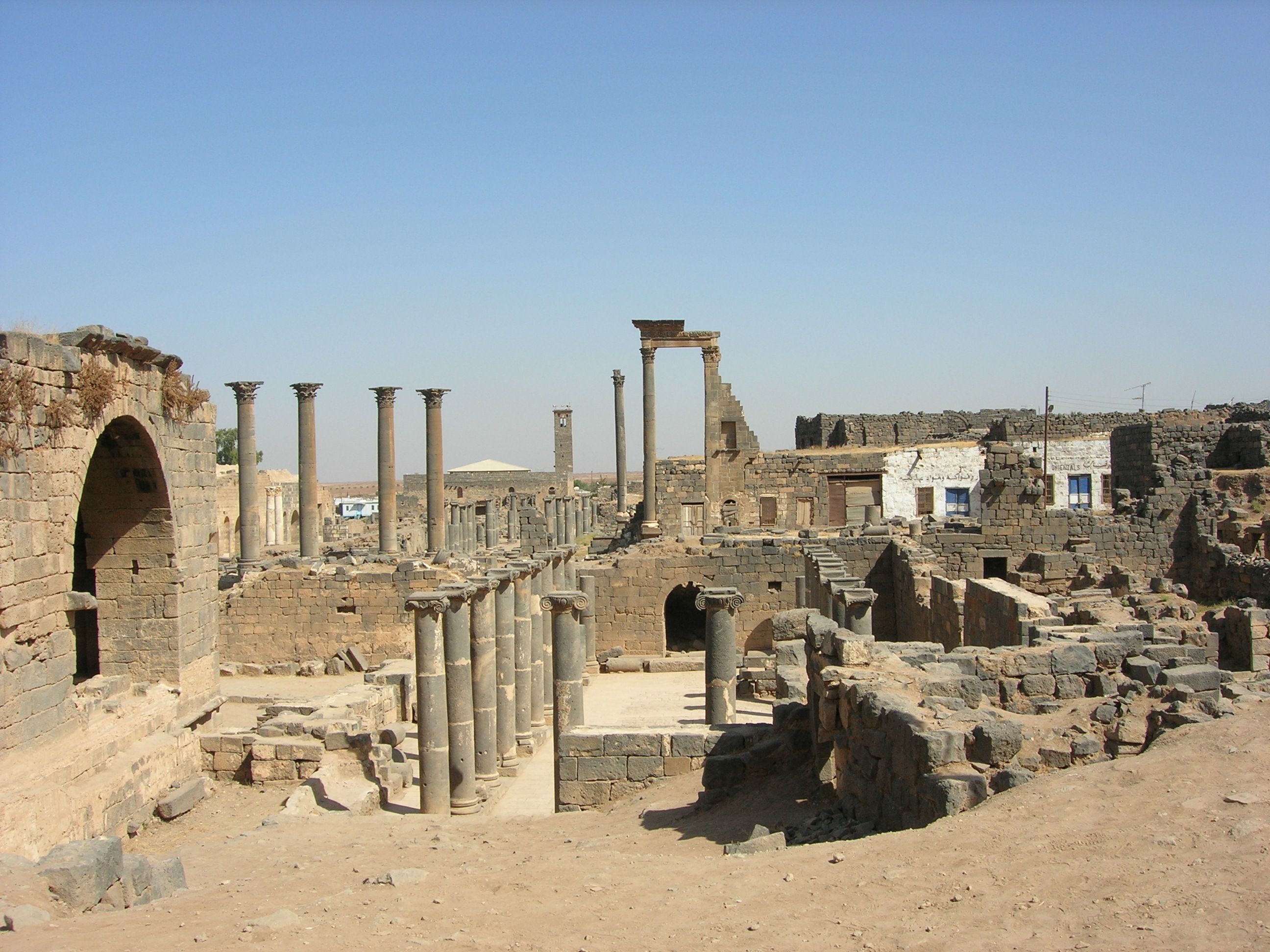
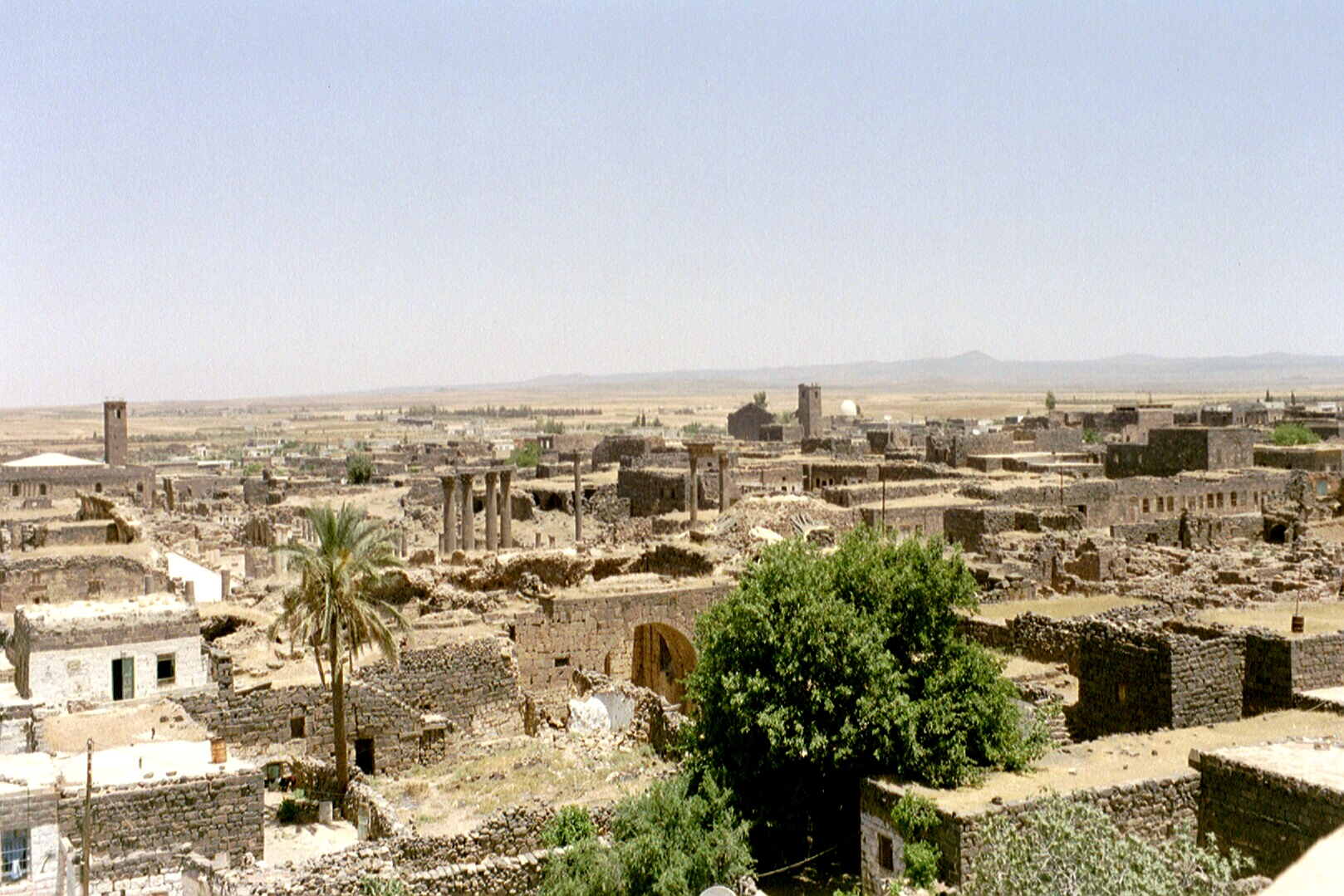
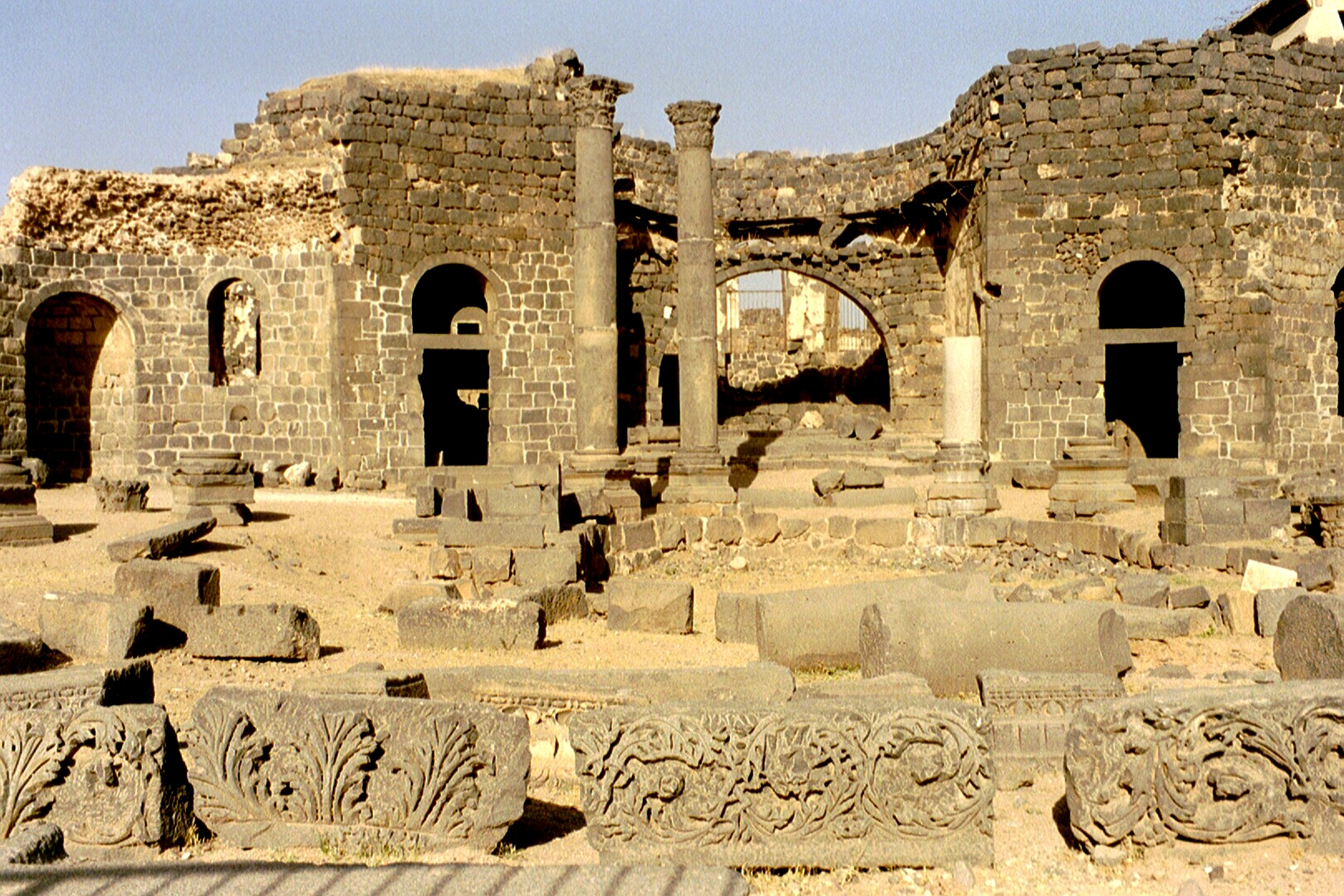